# Henry Devereux
Henry Fleming Lea Devereux (9 février 1777 - 31 mai 1843) est un homme politique conservateur britannique. Il est capitaine de l'Honorable Corps of Gentlemen-at-Arms entre 1827 et 1830 et de nouveau entre 1834 et 1835.

## Biographie
Devereux est le fils de George Devereux (13e vicomte Hereford), et de Marianna Devereux. Son grand-père maternel est George Deveraux, de Tregoyd, un parent éloigné de la lignée de son père. Il fait ses études à Winchester et au Trinity College d'Oxford .
Devereux succède à son père dans la vicomté en 1804 et prend place sur les bancs conservateurs de la Chambre des lords. En 1827, il est nommé capitaine de l'Honorable Band of Gentlemen Pensioners sous Lord Goderich, poste qu'il occupe jusqu'en 1830, les deux dernières années sous la direction du duc de Wellington. Il occupe le même poste (en 1834 rebaptisé capitaine de l'Honorable Corps of Gentlemen-at-Arms) de 1834 à 1835 sous Robert Peel. En 1830, il est admis au Conseil privé.

## Famille
Lord Hereford épouse Frances Elizabeth Cornewall, fille de Sir George Cornewall, 2e baronnet et Catherine Cornewall, le 12 décembre 1805. Ils ont six enfants :
- Henry Cornewall Devereux (1807 - 14 septembre 1839), célibataire.
- Robert Devereux, 15e vicomte Hereford (3 mai 1809 - 18 août 1855).
- Walter Bourchier Devereux (3 novembre 1810 - 15 mai 1868). Un contre-amiral de la Royal Navy.
- Humphrey Bohun Devereux (29 juin 1812 - 19 mai 1880), lieutenant adjoint du Herefordshire. Il épouse Caroline Antrobus, fille de Sir Edmund Antrobus, 2e baronnet. Le couple est sans enfant.
- Frances Catherine Devereux (19 mai 1814 - 12 janvier 1857), épouse Thomas Joseph Bradshaw, avocat.
- George Talbot Devereux (12 janvier 1819 - 14 février 1898). Un Major général dans l'armée britannique. Marié à Flora Mary MacDonald, mère d'Arthur Annesley (11e vicomte Valentia) d'un précédent mariage.

Lord Hereford meurt en mai 1843, à l'âge de 67 ans, et est remplacé dans la vicomté par son fils aîné survivant, son fils Robert. La vicomtesse Hereford meurt en février 1864 .